# 八代市立種山小学校

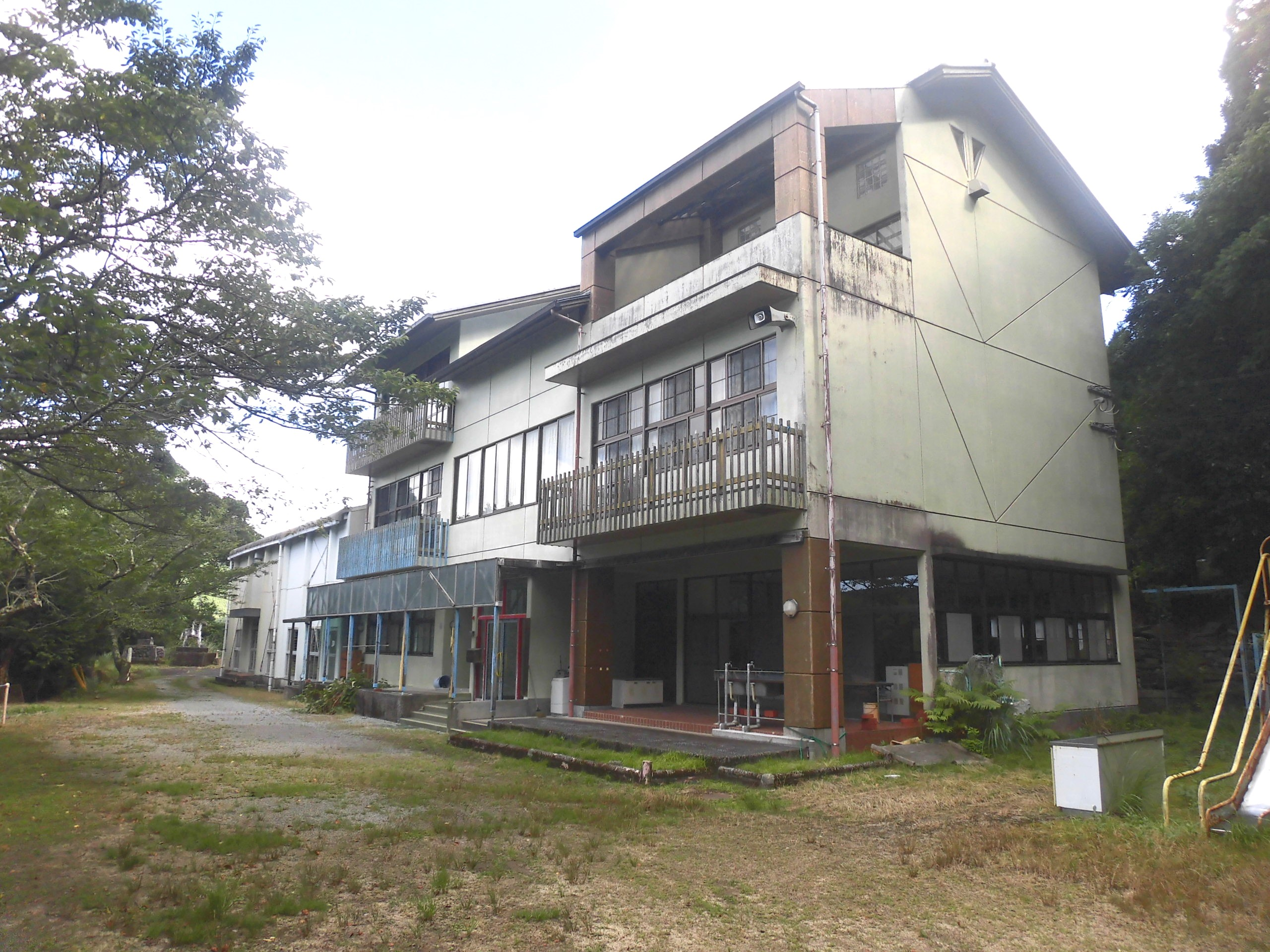
内ノ木場分校

八代市立種山小学校（やつしろしりつ たねやましょうがっこう）は、かつて熊本県八代市東陽町南にあった公立の小学校。
2013年（平成25年）3月末をもって閉校し、内ノ木場分校および八代市立河俣小学校とともに、「八代市立東陽小学校」に統合された。なお、種山小学校の校舎・校地が東陽小学校の校舎・校地として継承されている。

## 概要
歴史
1875年（明治8年）に創立。2013年（平成25年）3月末に閉校し、138年の歴史に幕を下ろした。
校章
1968年（昭和43年）制定。
校歌
1963年（昭和38年）制定。歌詞は山口富雄（当時の校長）、作曲は藤芳伸也（当時の教諭）による。
通学区域
八代市東陽町のうち、「北、南、小浦」。中学校区は八代市立東陽中学校。
分校
内ノ木場分校（1909年（明治42年）から2013年（平成25年）までの104年間）

## 沿革
- 1875年（明治8年）3月 - 「第十六番中学区 種山小学校」として創立。本校を南種山村校舎、支校（分校）を3校（北種山校舎・小浦校舎・猫谷校舎）設置。
- 1878年（明治11年）8月 - 種山支校が分離の上、「氷川小学校」として独立。猫谷支校は宮地小学校に移管される[1]。
- 1887年（明治20年）
  - 4月 - 小学校2校（種山・氷川）を統合の上、校地・校舎を現在地に移転。小学校令施行により、尋常科（4年制）を設置の上「尋常種山小学校」と改称。
  - 6月 - 小浦支校が「館原支校」に改称。
- 1889年（明治22年）4月1日 - 町村制施行により、八代郡に南種山村・北種山村・小浦村が発足。
- 1891年（明治24年）9月 - 暴風雨により校舎が倒壊したため、幸西寺を仮教室とする。
- 1892年（明治25年）
  - 4月 - 「種山尋常小学校」に改称。校舎が完成（復旧）し、仮校舎より移転を完了。
  - 6月 - 館原支校が分離の上、小浦尋常小学校として独立。
- 1902年（明治35年）12月 - 校舎を改築。
- 1905年（明治38年）4月 - 高等科（2年制）を併置の上、「種山尋常高等小学校」と改称（尋常科4年・高等科2年）。
- 1907年（明治40年）4月 - 高等科が4年制となる（尋常科4年・高等科4年）。
- 1908年（明治41年）4月 - 改正小学校令により、尋常科（義務教育年限）が4年制から6年制に改められる（尋常科6年・高等科2年）。
- 1909年（明治42年）
  - 4月 - 三ヶ村（南種山・北種山・小浦）組合学校組織を変更。小浦尋常小学校を統合の上、内之木場分教場とする。通学区域を以下の通りとする。
    - 種山尋常高等小学校 - 南種山村（全域）、北種山村（全域）および、小浦村の新開・重見・館原
    - 内之木場分教場 - 小浦村の箱石・内之木場・池の原

  - 9月 - 内之木場分教場の校舎が完成。
- 1917年（大正6年）8月 - 大洪水により、校舎に甚大な被害を受ける。
- 1923年（大正12年）11月1日 - 3村（南種山・北種山・小浦）の合併により、「種山村」が発足。
- 1941年（昭和16年）4月1日 - 国民学校令施行により、「種山村種山国民学校」と改称。尋常科を初等科に改める。
- 1943年（昭和18年）3月 - 内之木場分校の校舎を改築。
- 1947年（1947年）- 学制改革が行われる（六・三制の実施）。
  - 4月1日 - 国民学校初等科は、新制小学校「種山村立種山小学校」に改組・改称。
  - 5月8日 - 国民学校高等科は、青年学校普通科とともに、新制中学校「種山村立種山中学校」に改組・改称。
- 1955年（昭和30年）2月1日 - 2村（種山・河俣）の合併により、東陽村が発足し、「東陽村立種山小学校」と改称。
- 1961年（昭和36年）10月 - ミルク給食を開始。
- 1963年（昭和38年）2月 - 校歌を制定。
- 1968年（昭和43年）4月 - 校章および標準服を制定。
- 1969年（昭和44年）3月 - 東陽村立東陽中学校への統合により、種山中学校が閉校。ただし、東陽中学校の統合校舎が完成するまでの間、「東陽中学校種山教室」として使用が継続される。
- 1971年（昭和46年）4月	- 東陽中学校統合校舎の完成により、旧・種山中学校の木造2階建て校舎が小学校に移管される。第1校舎および第2校舎を解体。
- 1973年（昭和48年）6月 - 完全給食を開始。
- 1974年（昭和49年）
  - 5月 - 校旗を新調。
  - 6月 - プール建設に着手。
  - 9月 - 創立100周年記念式典を挙行。
- 1975年（昭和50年）4月 - この時の入学生から制服を設定。
- 1977年（昭和52年）3月 - 体育館が完成。
- 1974年（昭和59年）3月 - 鉄筋コンクリート造新校舎が完成。
- 1975年（昭和60年）2月 - 東陽村合併30周年記念式典の会場となる。
- 1996年（平成8年）3月 - 校舎と隣接の給食センターとの間に渡り廊下が完成。
- 2005年（平成17年）8月 - 八代市との合併により、「八代市立種山小学校」（最終名）と改称。
- 2013年（平成25年）3月31日 - 八代市立東陽小学校への統合により、閉校。
  - 八代市立種山小学校および内ノ木場分校と八代市立河俣小学校が統合された。
  - 種山小学校の跡地が、新設の八代市立東陽小学校の校地となっている。

## 交通アクセス
最寄りの鉄道駅
- JR九州 鹿児島本線 「有佐駅」

最寄りのバス停留所
- 九州産交バス・八代市公共交通 「種山」・「石匠館入口」停留所

最寄りの幹線道路
- 国道443号
- 熊本県道155号氷川八代線

## 周辺
- 八代市東陽学校給食センター
- 八代市役所東陽支所
- 八代市商工会東陽支所
- 八代警察署東陽警察官駐在所
- 東陽郵便局
- 東陽村石橋公園
- ジンジャーの森
- 道の駅 東陽（せせらぎ）
- 若宮神社
- 氷川と川俣川の合流地点